# Ragactis hyalina
Ragactis hyalina is een zeeanemonensoort uit de familie Aiptasiidae. De anemoon komt uit het geslacht Ragactis. De wetenschappelijke naam van de soort werd in 1817 voor het eerst geldig gepubliceerd door Charles Alexandre Lesueur.